# Tommy Karevik
Tommy Karevik (né le 1er novembre 1981 à Botkyrka, comté de Stockholm, Suède) est un chanteur suédois. Il fait notamment partie des groupes de metal Seventh Wonder et Kamelot.

## Vie personnelle
Tommy est né le 1er novembre 1981 à Botkyrka, une banlieue au sud de Stockholm, en Suède. Il fait partie d’une famille où la musique occupe une place importante. Jenny, sa sœur cadette, est aussi chanteuse et l'accompagne dans plusieurs pièces de Seventh Wonder,.
Tommy n'a suivi aucune formation en tant que chanteur et a appris à chanter par lui-même. Ses principales influences vocales sont 
Jørn Lande, Russell Allen, Queen, Michael Jackson et Céline Dion.
Lorsqu’il n’est pas en tournée, il travaille comme pompier à Stockholm.
Tommy est marié depuis le 05 avril 2020 avec Kobra Paige, chanteuse canadienne du groupe Kobra And The Lotus. Ils se sont rencontrés lors de la tournée commune des deux groupes en 2015.

## Débuts
Tommy se met au chant à un jeune âge pour le plaisir. Vers la cinquième ou la sixième année, il s’inscrit à la chorale de son école primaire. Il est l’un des deux seuls garçons à en faire partie. À douze ans, il assiste à l’opéra The Phantom of the Opera avec sa mère, et est complètement renversé par la musique et l’ambiance.
Tommy entreprend par la suite des études en nature et en sciences au collège, où il fait la rencontre de Johan Larsson, un musicien et guitariste. À 16 ans, il commence à jouer de la guitare et à écrire des chansons en suédois. Il fonde avec Larsson un petit groupe appelé « Johan and Tommy Band ». C’est d’ailleurs cet ami qui l’initie à des groupes comme Sonata Arctica, Symphony X, Dream Theater, et aux projets de Jørn Lande. Tommy installe un micro à la maison et commence à chanter en essayant d’imiter la voix de Lande et des autres artistes qu’il admire.
En 2004, Stefan Lindholm demande à Tommy d’écrire les mélodies et de chanter pour les démos d’un projet appelé Vindictiv. Après avoir entendu ces démos, les membres de Seventh Wonder communiquent avec lui et l'invitent à effectuer une audition pour remplacer le chanteur qui vient de quitter le groupe. Il accepte et obtient le poste.

## Seventh Wonder
Tommy est embauché par la formation de metal progressif Seventh Wonder en 2005 tout juste avant le lancement du premier album, Become, enregistré avec l'ancien chanteur Andi Kravljaca. Après l’arrivée de Tommy, Seventh Wonder effectue une courte tournée pour promouvoir l’album. Le groupe retourne ensuite en studio, impatient de produire du nouveau matériel avec Tommy. Waiting in the Wings est ainsi lancé en 2006 et reçoit des critiques très positives. Le chant puissant de Tommy devient alors l’une des signatures du groupe. En 2008, Seventh Wonder sort un nouvel album concept intitulé Mercy Falls, qui est encensé par la critique. Deux ans plus tard, The Great Escape, quatrième opus du groupe, voit le jour.
Huit ans s'écoulent ensuite avant la sortie de l'album Tiara. Nouvel album concept, le cinquième opus des suédois nous propose un space-opera qui se veut la suite directe du titre éponyme de l’album précédent The Great Escape. 
En 2022, leur sixième album paraît sous le nom The Testament . Le 12 juin 2023, il annonce sur les réseaux sociaux quitter le groupe .

## Firecracker
En 2010, Tommy se joint à Firecracker, le deuxième projet de Stefan Lindholm après Vindictiv. Il enregistre l’album Born of Fire avec ce dernier ainsi qu’avec le claviériste Pontus Larsson, le bassiste Fredrik Folkare et le drummer Hasse Worzel.

## Kamelot

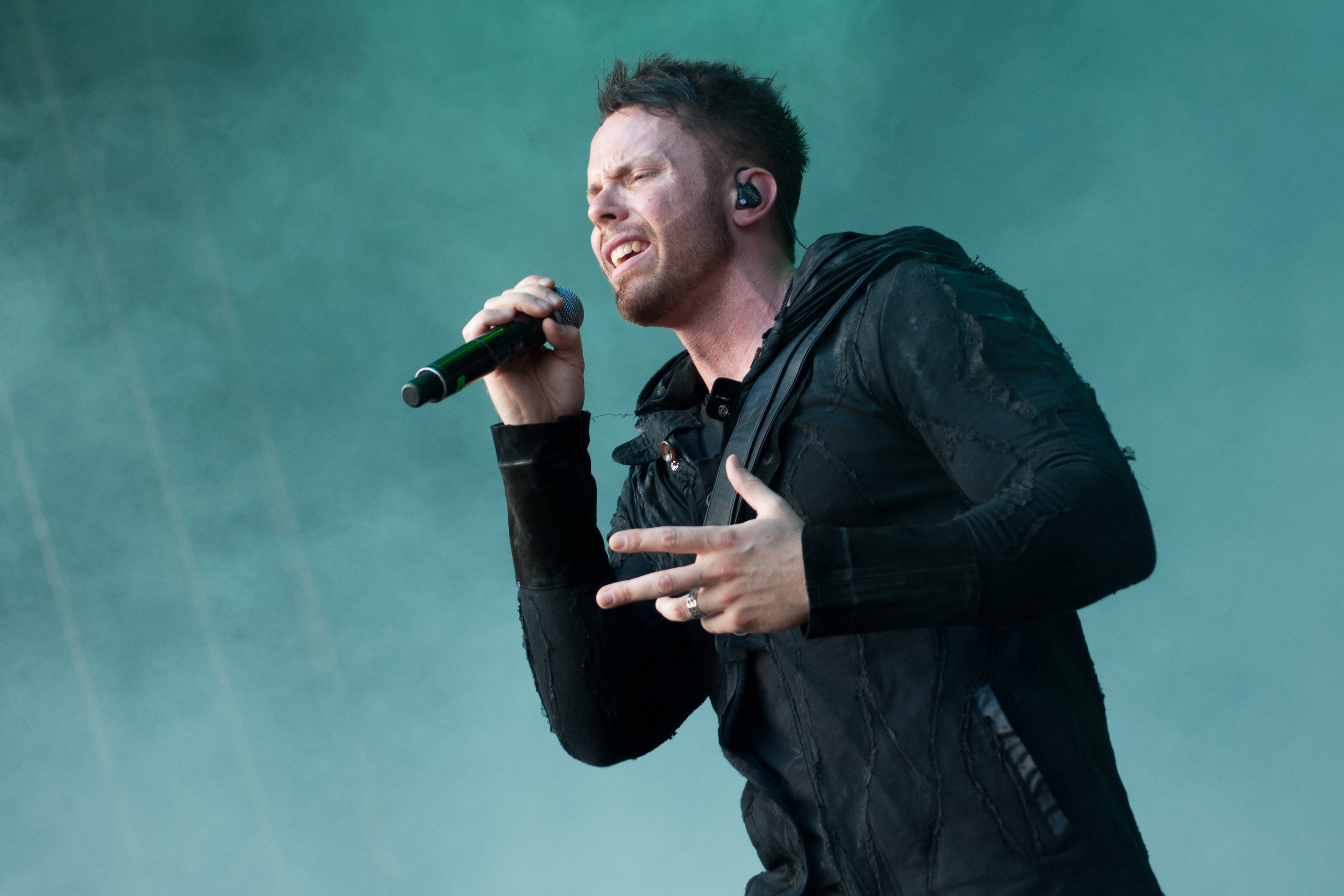
tommy karevik au masters of rock 2018

En 2010, Tommy reçoit un appel de Thomas Youngblood, guitariste et fondateur du groupe de power metal symphonique américain Kamelot. Ce dernier vient d’apprendre que son chanteur, Roy Khan, ne pourra pas être présent au ProgPower USA en raison de gros problèmes de santé. Comme Seventh Wonder est aussi au programme du festival, Thomas demande à Tommy de remplacer Khan pour le spectacle. Tommy accepte de chanter une ou deux chansons seulement, car il ne connaît pas les titres du groupe et n’a pas suffisamment de temps pour les apprendre. C’est finalement Fabio Lione (de Rhapsody of Fire) qui prend les rênes de Kamelot pour le reste de la tournée. Entre-temps, la formation annonce que Roy Khan a décidé de quitter définitivement le groupe. Durant la tournée européenne de 2011, Tommy rejoint de nouveau Kamelot en tant que choriste. Il chante également quelques morceaux en solo, notamment EdenEcho et Center of the Universe.
Le 22 juin 2012, Kamelot annonce que Tommy a été choisi pour remplacer officiellement Roy Khan, parmi les quelque 800 chanteurs qui avaient présenté leur candidature. Le groupe entreprend une tournée nord-américaine en première partie de Nightwish au début de l’automne, puis se rend par la suite en Europe. Le public réserve un accueil chaleureux à Tommy.
Silverthorn, le premier album de Kamelot avec Tommy au chant, est lancé en octobre 2012 et reçoit d’excellentes critiques. Plusieurs parlent d’une renaissance de Kamelot. Tommy participe activement à la création de cet album, écrivant en partie les mélodies et les paroles, avec l’aide du producteur Sascha Paeth,.
La formation entreprend une tournée mondiale pour promouvoir Silverthorn au printemps 2013. En plus des dates annoncées pour l’Asie, l’Amérique du Nord et l’Europe, Kamelot visite l’Australie pour la toute première fois. En automne 2013, la seconde partie de la tournée se produit en Europe du Nord avec entre autres un gros passage en Allemagne, la France étant cette fois hors du circuit.

## Ayreon
Tommy est un membre récurrent du projet d'Arjen Lucassen, Ayreon. Il y participe pour la première fois en 2013, sur l'album The Theory of Everything où il obtient le rôle du prodige. Il participe ensuite jusqu'à nos jours aux albums suivants du projet. The Source, en 2017 où il joue le rôle du leader de l'opposition. Ainsi que Transitus en 2020, où il obtient un des rôles centraux de l'histoire, au côté de Cammie Gilbert du groupe Ocean of Slumber.
Il participe également aux concerts Ayreon Universe – The Best of Ayreon Live en 2017, paru en CD et DVD/Blueray en 2018. 

## Discographie[25]

### Seventh Wonder
- Waiting in the Wings (2006)
- Mercy Falls (2008)
- The Great Escape (2010)
- Tiara (2018)
- The Testament (2022)

### Firecracker
- Born of Fire (2010)

### Kamelot
- Silverthorn (2012)
- "Haven" (2015)
- The Shadow Theory (2018)
- The Awakening (2023)

### Pellek
- My Demons (2010) - Chanteur invité
- Bag of Tricks (2012) - Chanteur invité pour la pièce Stare Into My Eyes

### Ayreon
- The Theory Of Everything (2013)
- The Source (2017)
- Ayreon Universe - Best Of Ayreon LIVE (2018)
- Transitus (2020)